# 갯첨서속
갯첨서속(학명: Neomys)은 땃쥐과 붉은이땃쥐아과에 속하는 3종의 유라시아 갯첨서류 무리이다. 3종을 포함하고 있다. 분포 지역은 대부분의 유럽과 아시아 북부의 일부 지역, 터키와 이란 등이다.

## 특징
꼬리 길이 45~77mm를 제외한 몸길이가 67~96mm인 작은 땃쥐류로 몸무게는 최대 18g이다. 두개골은 튼튼하며 가늘고 길다. 편평한 주둥이와 둥근 두개골 상자를 갖고 있다. 털은 부드럽고 무성하다. 등 쪽은 짙은 갈색인 반면에 배 쪽은 좀더 연한 색부터 희끄무레한 색을 띤다.

## 분포
이베리아반도 지역부터 시베리아 북부와 동부 지역, 한반도, 사할린섬까지 구북구에 널리 분포한다.

## 하위 종
3종이 알려져 있다.
- 갯첨서 (Neomys fodiens) — (Pennant, 1771)
- 지중해갯첨서 (Neomys anomalus) — Cabrera, 1907
- 남캅카스갯첨서 (Neomys teres) — Satunin, 1913